# Луквиця (село)
Лу́квиця' (Лукв'яни, Прислоп) — село Івано-Франківського району Івано-Франківської області. Входить до складу Дзвиняцької сільської громади. Село Луквиця знаходиться на перетині двох етнографічних районів, на чотири з яких розподілена Івано-Франківська область. Це є Бойківщина і Гуцульщина. Села Луквиця при витоку річки Лукви, Сливки і Ясень на правому березі Лімниці творять перехід між бойками і гуцулами

## Назва села
Вперше назва Лукв'яни згадана в реєстрі за 1552 рік. У цей час село Луквиця відносилось до Галицького повіту. Галицький повіт був один з п'яти повітів, що входив до Руського воєводства під владою Польської держави. Через 7 років, у 1559 році, з'явилася друга назва селища — Прислоп, але чому мешканці так швидко відмовились від попередньої назви, дотепер є невідомою обставиною.
Обидві назви існували одночасно, лише для різних частин одного села. Та, що була ближче до лісів, до гір — Прислоп, а низина, де були потоки і буйні трави — Лукв'яни. Все ж перша назва поселення стала домінуючою. Цю назву село носило до 1946 року.. 7 червня 1946 року указом Президії Верховної Ради УРСР село Прислоп Солотвинського району перейменовано на село Луквиця і Прислопську сільську раду — на Луквицька.

## Мікротопонімія
З турецько-татарськими набігами на українські землі, які розпочалися наприкінці XV століття, пов'язані численні мікротопонімічні назви урочищ та кутків у Галичині.
Село Луквиця багате на різноманітні легенди, що пов'язані з нападами кочівників на місцеве населення, які відбилися в тутешніх назвах. Це мікротопоніми Пні, Підцвинтарище, Татарівка, Зелена криниця, Таборище.
Походження назви кутка Пні висвітлено у переказі, який розповідає, як прислопчани після татарського руйнування нашвидкуруч будували собі житла, не викорчовуючи зрубані дерева. Пні залишалися стояти не викорчуваними і дали назву частині села.
Найменування урочища Підцвинтарище пов'язане з типовою легендою, у якій йдеться про намагання мирного населення знайти прихисток в церкві, яка могла вберегти своїх вірних від жорстокої загибелі, у зв'язку із татаро-турецьким нападом. Рідна земля рятує своїх людей, розтулившись, вона ховає все поселення під землю.
Татарівкою, у селі Луквиця, називають місце, де селяни розправилися з татарськими нападниками.
З набігами турецько-татарських нападників пов'язаний і мікротопонім Зелена криниця. В легенді розповідається про те, як молода дівчина втікаючи від турків, сховалася у лісовому озерці, яке місцеві жителі назвали Зеленою криницею.
Назва галявини Таборище походить від назви джерела. Існує переказ про виникнення цього гідроніму. Легенда оповідає про те, як місцеві жителі дали відсіч татарському табору біля джерела, що протікало у лісі. Прислопчани зрубували буки і валили їх на татар, таким чином перемігши татарський табір.
Протягом тривалого періоду в селі Луквиця утворилися інші мікротопоніми, які вживаються в тутешніх назвах досі. У місцевості існують мікротопоніми, походження назв яких, прослідковується у легендах про кохання. Це назви Чертежі, Сигли, Костів сад.
З кутком Чертіж пов'язана легенда, яка оповідає історію про одного воїна, якому за хорошу службу було подаровано воєводою землі на південь від села. Молодий чоловік збудував на подарованій землі розкішний палац-чертоги. Згодом він одружився, і в нього народилася дочка. Минали роки. Коли дружина його померла, літній чоловік вирішив шукати зятя для своєї дочки. Проте молода дівчина, не слухаючи порад батька, втекла зі своїм коханим, який був прислугою. Від гніву і смутку чоловік занедбав своє господарство, а коли він помер, чертоги згоріли з мертвим господарем.
Чертіж — ділянка землі, зорана на місці спалених і викорчуваних дерев. Існує інше тлумачення походження назви мікротопоніма Чертежі: вважають, що на цьому місці князь Данило Галицький «чертив» свої думки.
З урочищем Сигли пов'язаний романтичний переказ про закоханих Юстину та Митра, які всупереч волі батьків юнака таємно повінчалися і втекли в сигли, де побудували хату і залишилися там проживати.
Сиглами називали одинокі правічні дерева або густі, непролазні ліси. Такі назви урочищ є в сусідніх селах: Богрівці, Яблуньці, Маняві, Гуті. Лісів, з якими пов'язана назва сигли, давно нема, а назви залишились.
Урочище з назвою Костів сад розповідає нам сумну легенду про нещасне кохання. Багатий парубок Кость покохав наймичку Олесю, яка відповіла йому взаємністю. Але батьки юнака обрали для свого сина за дружину багату дівчину. Коли Олеся дізналася про заручини, то з горя кинулася з високого берега. Кожної весни саджав Кость яблуньку біля джерела, де любили сидіти з Олесею. Пишний сад, який згодом розрісся назвали Костевим.
Існує також переказ про походження назви кутка Говди — центральної частини села. Ця назва закріпилася за центром села через те, що тут був здавна сільський майдан — місце зібрання прислопчан, де завжди було гамірно і тривали говди.
Куток Думка оповідає нам легенду про жінку, яка зналася на ворожінні. Дуже часто її передбачення і ворожіння допомагали односельчанам. За це її назвали Думачкою. Проте одного разу Настя Думачка, через хворобу, не змогла попередити односельчан про сильні вітри, які наробили багато шкоди селу. Люди звинуватили її у біді, що сталася. Жінка пішла з села і поселилася на його окраїні. Місце, де поселилася Думачка стали називати Думкою.
З урочищем Липовий плай пов'язаний переказ про прислопчанина Гриня Романіва, який збудував свою хату на лісовій галявині, а поряд поставив вулики і насадив липи. Згодом Липовий плай став улюбленим місцем зібрань молоді.
Про походження інших мікротопонімів с. Луквиця свідчить етимологія їх назв: Вівтонівка — місце, де втонули воли, Гуртівка — місце, де гуртувалися люди до боротьби, Сідло — спостережний пункт, люди сиділи і дивились звідки надійде ворог, Корчмище — місце, де існувала величезна корчма, Стежечне — місце стеження, висліджування ворога, Ропи — місце виходу нафти на поверхню.
Всі вище перелічені мікротопоніми збереглися і вживаються на сьогоднішній день. В селі є багато інших урочищ і кутків, назви яких вживаються місцевими людьми, проте їхнє походження ніхто не в змозі пояснити. Це мікротопоніми Толінки, Рошеші, Шиворнисте, Леварда та інші.

## Адміністративне розміщення
На 1770 рік, до першого поділу Речі Посполитої в 1772 році, село Прислоп в адміністративному відношенні входило до Калуського староства Руського воєводства, Галицької землі.
Внаслідок першого (1772 рік) поділу Речі Посполитої до багатонаціональної Габсбурзької монархії (з 1804 — Австрійської імперії) ввійшла вся територія Руського воєводства. Галичину було виділено в окремий край Королівство Галіції та Лодомерії з центром у місті Львів. В адміністративному плані Королівство Галіції та Лодомерії поділялося на 19 округів, 12 з яких становили українську Східну Галичину.
Село Прислоп з середини ХІХ століття (у складі Австрійської імперії) в адміністративному відношенні входило до Стрийського округу Калуського повіту.
Внаслідок українсько-польської війни 1918—1919 років поляки захопили територію Західноукраїнської Народної Республіки і на міжнародній арені домоглися визнання цього загарбання. Західна Україна знову опинилася під владою Польщі, перебуваючи в такому становищі до вересня 1939 року.
Станом на 2024 рік село є частиною Дзвиняцькою громади Івано-Франківського району Івано-Франківської області.

## Релігія
У селі Луквиця в 1724 році існував монастир, який був знесений 1774 року. Дослідники Галича зачислюють даний монастир до княжих часів.
У 1775 році в селі Прислоп було побудовано церкву Непорочного Зачаття Пречистої Діви Марії. Храм збудовано з лісу, що ріс на тому місці. Він був дерев'яний, первинно покритий гонтом, у його конструкції не було жодного залізного цвяха.
Згідно з переказами попередня церква села стояла в районі сучасного урочища Підцвинтарище, а головна частина селища в той час була розташована там, де тепер знаходиться його невеликий куток — Кубашів.
У церковних шематизмах — цінних матеріалах з минулого України містяться важливі дані, що пов'язані з релігійним життям населення краю. Тут подаються списки духовних осіб, кількість вірних у парафії, стан церковного майна.
Село Прислоп, як відомо, у ХІХ столітті відносилося до Львівської єпархії Перегінського деканату. Про це нам повідомляють шематизми другої половини ХІХ століття.
У 1889 році, парохом в селі Прислоп був неодружений священик Модест Малицький 1829 року народження, який отримав ординарну владу в 1858 році. Парафія нараховувала 705 вірних греко-католицького віросповідання, до якої відносилася дочірня парафія в сусідньому селі Майдан з церквою св. Стефана, яка нараховувала 439 мирян. Стан церковного майна — дотація орного поля 8 моргів, сіножаті 42 морги.
У 1893 році парохом села став одружений священик, отець Володимир Левицький 1855 року народження, ординарій з 1881 року. В цей час кількість вірних збільшилася до 740 душ, а в сусідньому Майдані нараховувалося 476 парафіян.
У 1899 та 1900 роках нараховують відповідно 790 і 501 греко-католицьких прихожан у прислопській парафії. В результаті цих даних, ми спостерігаємо зменшення кількості мирян за один рік. Проте така тенденція прослідковується тільки в селі Прислоп, у сусідній дочірній майданській парафії ці цифри становлять відповідно 508 і 513. У 1903 році кількість греко-католицьких парафіян зростає до 855 душ. Також вказується кількість людей іншого віросповідання: 4 католики і 30 євреїв.
В 1914 році парохом стає одружений священик Іван Тижбир, який займав парафію до своєї смерті в 1952 році. В цей час нараховується 890 греко-католиків, 54 євреї, 6 католиків. Австрійська армія конфіскувала в серпні 1916 р. у прислопській церкві 6 давніх дзвонів. Після війни польська влада отримала від Австрії компенсацію за дзвони, але громаді села грошей не перерахувала.
Наприкінці XVIII століття в селі Майдан була відкрита парафіяльна школа, у якій викладав вчитель Сідорак, що за національністю був поляк. Він крім майданських дітей, навчав і учнів з Прислопа.
З поверненням радянської влади у повоєнний час розпочався наступ на Українську Греко-Католицьку Церкву. 1946 року УГКЦ ліквідована владою і йде у підпілля. В 1989 році діяльність УГКЦ була легалізована.
До легалізації УГКЦ храм в селі Луквиця був зачинений. У 1989 році в церкві Непорочного Зачаття Пречистої Діви Марії проведено ремонт. В селі Луквиця почали діяти дві релігійні громади: Українська Греко-Католицька Церква і Українська Православна Церква Київського Патріархату.
В умовах незалежної Української держави, в 1996 році у селі Луквиця відбувалося святкування 220-ї річниці храму Непорочного Зачаття Пречистої Діви Марії. На святкування прибули численні гості з сіл Сливки, Міжгір'я, Богрівки, Яблуньки. Одночасно з цим ювілеєм був ще один — три роки почергового богослужіння.
6 серпня 2000 року в селі Луквиця було освячено каплицю, яку відновила своїми коштами Робінсон (Красілич) Марія. 25 грудня 1941 року чотирнадцятирічну Маріку вивезли на примусові роботи до Німеччини. ЇЇ батьки згодом збудували дерев'яну капличку, у яку ходили молитися за дитину. Молитви батьків дійшли до Всевишнього. Дівчина спочатку працювала на текстильній фабриці в Форцгаймі, а після закінчення війни потрапила в Афцбург до табору переміщених осіб, де познайомилась із своїм майбутнім чоловіком Вільямом Робінсоном, мати якого була українкою. 1950 року подружжя Робінсонів виїхало на постійне проживання в Австралію. Марія майже все своє життя прожила в Австралії. Вона є активісткою Союзу українок Австралії.
Станом на 2024 рік в селі є дві парафії: ПЦУ і УГКЦ.

## Освіта
Відомості про те чи існувала школа в селі Прислоп у XVIII столітті не збереглися. Була школа, заснована 1844 року. Тогочасна кількість населення складала 574 людини.
Можливо, що перша школа в селі Прислоп, про яку повідомлялося вище, була організована в «комірниках», тобто в орендованому приміщенні. В «комірниках» жив і вчитель, найчастіше поляк за національністю. Вчителем у прислопській школі був Іван Гжибович. Її відвідувало, у зазначений час, 32 дітей. У 1864 році у народній школі вчителював Іван Комар. В школу ходило 59 дітей, і вона відносилася до Перегінського шкільного округу.
Будівництво приміщення першої школи започатковано в 1885 році на кошти селян. Воно було збудоване 1895 року. Споруда школи була дерев'яною. Її розібрали в 1957 році.
Школа в селі Прислоп була державною. У 1901 році за невідомих обставин закрита.
У 1903 році будується інша прислопська школа. Це заперечує думку про закінчення будівництва приміщення прислопської школи у 1895 році. Можливо, у джерелі коротким повідомленням «школа будує ся» мається на увазі про продовження певних робіт у будівництві прислопської школи. В той час у сусідньому селі Майдан навчання викладається «руским языкомъ», школа — однокласна.
У 1910 році в селі діє читальня товариства Просвіта. Як відомо, читальні Просвіти вели курси неписьменних, проводили «відчити», вечорниці, ставили п'єси, а крім того, створювали рільничо-господарські та промислові спілки, позичкові і ощадні каси. В прислупській школі на 1910 рік існувала однокласна школа з руською мовою викладання, яку відвідувала 121 дитина греко-католицького віросповідання.
У 1914 році повідомляється, що в сільській школі навчається 152 греко-католицькі дитини і 8 дітей єврейського походження. Вчитель — греко-католик.
У селі були любителі книг. Серед них житель Прислопа — Блискун Андрій, який мав власну бібліотеку, що нараховувала 20-30 книг.
У 1937–1938 роках яскраву сторінку в історію сільської просвіти вніс Ференц (не відомо чи це було ім'я, чи прізвище), студент Львівського університету. Ференц жив у Гутича Павла Дмитровича, який на той час завідував сільською хатою-читальнею, у якій налічувалось 190 книг. Ференц був дерегентом церковного хору, навчав співати його на три голоси. Він організовував молодь на участь у художній самодіяльності. Із концертами їздили в сусідні села: Яблуньку, Ясень, Пороги, Майдан. Під час концерту в Порогах, Ференца було заарештовано. Молодь села проводжала його до Калуша. Були зібрані селянами кошти, щоб визволити Ференца з тюрми. Проте польська влада не допустила цього.
В 1957 році було збудовано нове приміщення школи, директором якої став Місак Микола. У будівництві школи допомагала Ничипорук Зоя — депутат Верховної Ради УРСР, голова профспілки працівників освіти. Будівля другої школи була розібрана в 1984 році. Сільські діти навчалися у восьмирічній школі.
В 1982 році в селі Луквиця відкрили філіал Солотвинської музичної школи. Тут діяли класи гри на баяні, де навчалися 21 учень, а також гри на домрі з 20 учнями. У класі баяністів викладав Фелик Микола, а згодом — Вашнівська Оксана. Грі на домрі учнів навчав Гавриш Михайло. Вчитель музики Паневник Михайло організував духовий оркестр, який складався з 23 учнів.
В 1984 році збудовано нове третє приміщення Луквицької восьмирічної школи. Документація з будівництва сучасного приміщення вироблена в 1979 році. Будівництво школи розпочалося тільки 1982 року за допомогою колгоспу «Верховина». Сучасне приміщення школи — двоповерхова споруда, розрахована на одночасне навчання 190 учнів, складається із 12 навчальних кабінетів, майстерні, спортивного залу та бібліотеки.
з 2023 року розпочав роботу дитячий табір «Луквицькі зорі».

## Нафтова промисловість
Окрім сільського господарства, що було основою життєдіяльності селян, прислопчани займалися нафтовим промислом. Населення Прислопа збирало і використовувало ропу (нафту) віддавна. Поверхневі виходи нафти спостерігалися на правому березі річки Лукви. Ця нафта відносилася до Майданецького нафтового родовища, яке розташовувалося на живописних берегах річки Лукви біля Міжгір'я за 6 км від Перегінського.
Саме з середини ХІХ століття в сусідньому селі Майдан почалися роботи з видобутку нафти. У 1860 році в околицях Майдану було чотири ручних бурових свердловини і одна механізована. Видобутком нафти займалася французько-польська компанія, товариство «Гурніча» і фірма «Козак». На той час село Майдан займало третє місце в Галичині з видобутку нафти (після Биткова і Дуби).
У 1885 році почався видобуток нафти в Майданецькому нафтовому родовищі. За період з 1885 року по 1904 рік на лівому березі річки Лукви було пробурено 30 свердловин. У 1894 році видобуток нафти в селі Майдані сягав 1590 тонн. Однак після 1895 року почався спад. І в 1904 році тут добули лише 50 тонн. Експлуатація родовищ стала нерентабельною, тож промисел законсервували.
В 20-х роках ХХ століття поновилась експлуатація нафтових родовищ у селі Прислоп та довколишніх селах. На березі Лукви бурили свердловини на глибші горизонти, ніж раніше. І це приносило успіх. Деякі свердловини давали початкові дебіти 7-8 тонн за добу, що, у свою чергу, дало поштовх для розширення нафтопромислу. Видобуток йшов зі щорічним приростом тисяча і більше тонн. І в 1930 році досягнув свого піку 5805 тонн. Це, власне, був пік нафтовидобутку в усій історії родовища. Бо після цього почався неухильний спад.
У повоєнні роки робилися спроби надати промислові другого дихання. Проте нових припливів не було, а старі втрачали силу. У 1960 році родовище припинило функціонування. Дещо пізніше, після закриття родовища, на території, що належить Луквиці, було пробурено кілька свердловин для нафтовидобутку. Нафтовидобуток продовжується в сьогоднішній день.

## Історія

### Походження назви
Існує три ймовірні теорії походження назви Луков'яни. Перша стверджує, що назва походить від слова «луки», тобто луги, сінокосні площі, на які багата ця земля, а люди, які жили при них — луков'яни. Проте, мабуть, польський урядник записав не Луков'яни, а Лукв'яни. Друга — що в основі назви села — слово «лук», кінці якого нагадують два крайні і найповноводніші потоки, що утворюють річку Лукву. Третя ж розповідає, що назву селу дали імена Лука або Лук? (Чия земля? — Лукова). Ще три-чотири десятки років тому луківчани на запитання: «Ви звідки?» — відповідали: «З Лукови».
Друга назва, Прислоп, походить від слова «слопи», тобто капкан на звіра, що свідчить про те, що в поселенні проживали мисливці, які полювали в сусідніх лісах.
Інше джерело стверджує, що Прислоп — це давня назва утворена семантичним шляхом від однойменного омоніма — назви гори, біля якої виникло поселення (поряд гора Присліп або Прислоп). В основі омоніма лежить апелятив прислоп: долина між двома горами або височинами.

### Друга Річ Посполита
Село Прислоп з населенням 781 мешканець до 1931 р. відносилося до Калуського повіту. Повітовий суд знаходився в Калуші, а окружний у Станіславові. Розпорядженням Ради міністрів 30 травня 1931 року село передане з Калуського повіту до Богородчанського.
12 березня 2004 року обласна рада міста Івано-Франківська затвердила рішення «Про зміну межі Луквицької сільської ради Богородчанського району». Було прийнято змінити межі Луквицької сільської ради Богородчанського району, включивши до її межі земельні ділянки площею 137,0 га, та Сливківської сільської ради Рожнятівського району вилучивши з її межі земельні ділянки площею 137,0 га. Таким чином, загальна площа Луквицької сільської ради Богородчанського району становить 1062,2 га.

### Перша світова війна та міжвоєнний період

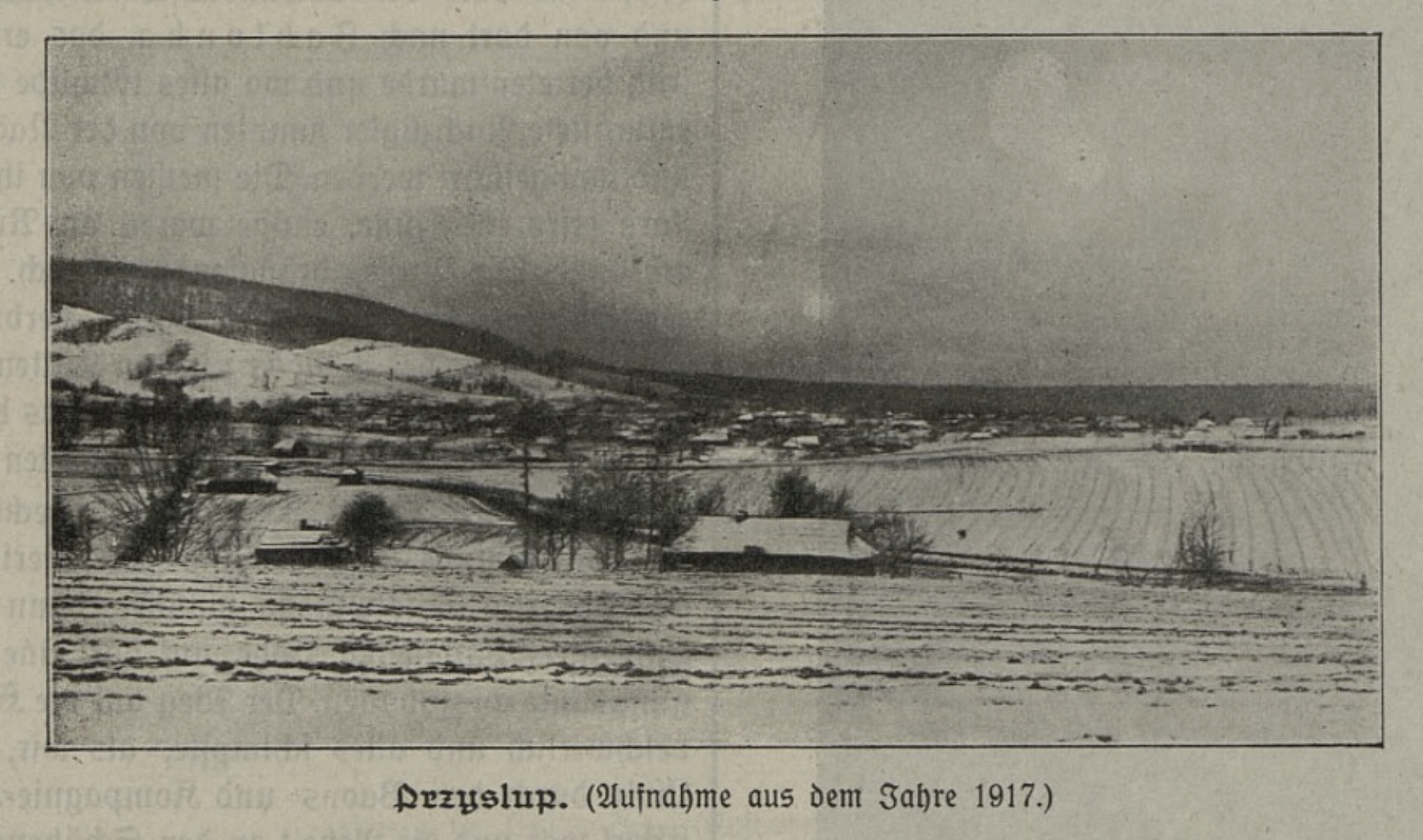
Прислоп 1917 рік.

У серпні 1914 року розпочалася Перша світова війна, яка тривала до листопада 1918 року. Галицькі українці воювали у складі австрійських військ та у складі січового стрілецтва. 
Через Майдан у 1915 році проходив фронт і деякий час село було окуповане російськими солдатами
Наприкінці жовтня 1918 року Австро-Угорська імперія капітулювала в Першій світовій війні. А 1 листопада 1918 року галицька інтелігенція проголосила Західноукраїнську Народну Республіку.
8 червня 1919 року на території села Прислоп було вбито уродженця Солотвина, міністра земельних справ в уряді ЗОУНР, Михайла Мартинця. Державного секретаря Михайла Мартинця польські жовніри розстріляли разом з чотирма його колегами — Всеволодом Ріпецьким, Іваном та Степаном Сілецькими, Василем Падохом. В умовах окупації в Солотвині створився осідок польської влади, поліції зокрема. Одного червневого дня 1919 року вранці Михайло Мартинець, Всеволод Ріпецький і ще двоє виїхали з Маняви на бричці. Їхали через Кричку, Яблуньку, Богрівку, Прислоп у напрямі на Перегінськ, Долину, Самбір — на Чехословаччину. На краю села Прислоп польські жовніри зупинили бричку і повели тих, хто сидів у ній, у ліс на страту.
Збереглися документальні свідчення пароха Прислопа о. Івана Тижбира. 11 липня 1933 року в присутності інженера Юліана Купчинського і Володимира Мартинця він склав протокол (акт) про події того дня. «8 червня 1919 року о годині шостій рано три озброєні польські жовніри (один підстаршина і двоє рядовики) привезли до села на возі двох людей: інженера Мартинця і професора Сілецького — вивезли їх за село, завівши в ліс, розстріляли кулями „Дум-дум“ (розривними кулями, бо обидві голови були розірвані). 9 червня привезли трупи інших двох: молодого Сілецького і доктора Падоха, яких замордували в лісі коло села Сливки. 10 червня 1919 року привезено останки доктора Ріпецького».
12 червня 1919 року о. Іван Тижбир поховав їх на цвинтарі в селі Прислоп. До однієї ями вклали інженера Мартинця, професора Сілецького і доктора Ріпецького. В. Падох і С. Сілецький були поховані у Сливках.
14 червня 1992 року могилу М. Мартинця було відновлено і освячено.
У 1921–1922 роках, як свідчать документи, родич Сілецьких ексгумував двох Сілецьких і В. Падоха і перевіз на цвинтар до Самбора. На цвинтарі в Луквиці залишилися тільки двоє: Мартинець і Ріпецький.
Січові Стрільці:
1.   Блискун Михайло 1897 р.н. – стрілець 3-ї сотні 1-го полку УСС;
2.   Романів Михайло – старший десятник 11-ї Стрілецької бригади 3-го Галицького корпусу УГА. Загинув 24.08.1919 у бою з більшовиками під Крижополем.

### ОУН
В селі Прислоп діяв осередок Організації Українських Націоналістів (ОУН). Головою місцевого осередку був Мощук (конспіративне ім'я, справжнє невідоме). До місцевої організації ОУН належав парох села Прислоп отець Іван Тижбир і його дві дочки Ірина та Ніна. Пізніше Ірина та Ніна були ув'язнені в Березі Картузькій, а після світової війни вбиті за загадкових обставин (вважається, що НКВС). Загибла Тижбир Ніна Іванівна була першим директором семирічної школи в селі Майдан одразу ж після війни. Під 1947 роком згадується прізвище іншого директора школи — Коліга А. П..
Період з 1919 по 1939 роки характеризувався активною полонізацією краю, складним соціально-економічним становищем сільського населення, утисками українського громадсько-політичного життя. У цих умовах розгорнулась активна підпільна боротьба ОУН. Незважаючи на політику польського уряду, українці Галичини розвивали діяльність культурно-освітніх та кооперативних організацій.

### Друга світова війна
1 вересня 1939 року Німеччина здійснила напад на Польщу. Ця подія ознаменувала початок Другої світової війни. Польська держава вже в середині вересня 1939 року була розбита Німеччиною. Відповідно до таємних договорів між Гітлером і Сталіним, 17 вересня 1939 року радянські війська вдерлися на територію Західної України.
Події Другої світової війни не оминули село Прислоп та його жителів. У 1943 році тут проходила частина партизанських з'єднань Сидора Артемовича Ковпака.
В 1944 році через село Майдан проходив червоний диверсійний загін «Іскра» під командуванням Г. Кулагіна. Неподалік села відбувся жорсткий дводенний бій з німецькими силами.
Внаслідок військових операцій, що їх проводили радянські війська на території Західної України, частішали зіткнення червоноармійців з українськими повстанцями. Влітку 1944 року неподалік від села Прислоп стався великий бій між українськими повстанцями та частинами радянської армії. Один з учасників бою у книзі спогадів згадує: «Після бою між селами Богрівка і Яблунька частина стрільців примушені були відійти в гори в південно-західному напрямку, бо їх відрізали від головної колони. До цієї групи приєдналися втікачі із сіл Богрівка, Луквиці, а то й Росільни». Про ці події написав Степан Гах. Він називає ще одного свідка тих днів — Василя Гаргата, який знаходився в сотні «Гамалія» і переходив разом із сотнею в Карпати з Чорного лісу через села Луквиця, Богрівка.
25 березня 1945 року біля села Прислоп відбулися зіткнення УПА (курінь Прута) з енкаведистами (спогади курінного Павла). Курінний Павло описує зимові операції «Підкарпатського» батальйону. НКВД в той час накопичувало велику силу для знищення батальйону УПА. Повстанці часто відбивали напади ворожих військ. Один з героїчних боїв відбувся біля села Прислоп. Перша сутичка тривала вранці, а друга — ввечері. Під час зіткнень 160 енкавидистів були вбиті, у той час, як зі сторони українських повстанців загинули три вояки
Після завершення Другої світової війни відбувалася швидка активна радянізація західних регіонів: насильницька колективізація і мобілізація до Червоної армії, депортація й арешти населення. Дії радянської влади зустрічали рішучий спротив ОУН-УПА.

### Жителі с. Луквиця, які були демобілізовані до Червоної армії і не повернулися
- Андрусів Василь Григорович – пропав безвісти у січні 1945.
- Блискун Михайло Андрійович – загинув у бою.
- Ванчела Михайло Андрійович – загинув у бою 13.02.1945 у Німеччині.
- Василів Андрій Федорович – пропав безвісти у квітні 1945.
- Гутич Василь Дмитрович – загинув у бою.
- Гутич Василь Миронович – помер від ран в Росії 15.04.1945.
- Гутич Федір Дмитрович – пропав безвісти у 1945.
- Костів Василь ВІасильович - пропав безвісти у 1945.
- Костів Степан Васильович –загинув у бою.
- Красилич Михайло Миколайович – загинув у бою 23.03.1945 в Угорщині.
- Паращук Іван Григорович – загинув у бою 1943 в Росії.
- Плетяк Матвій Якович –загигув у бою 12.02.1945 в Німеччині.
- Полачів Андрій Васильович - пропав безвісти у 1944.
- Романів Дмитро Романович – загинув у бою.
- Романів Матвій Миколайович – помер від ран 15.01.1945 в Польщі.
- Романів Степан Іванович – пропав безвісти у жовтні 1944.
- Савин Іван Лукич - пропав безвісти у 1944.
- Сиротюк Матвій Дмитрович – помер від ран 25.04.1945 в Польщі.
- Юрців Василь Петрович (Павлович)- загинув у бою.
- Юрців Василь Федорович – загинув у бою в Німеччині.
- Яремчук Михайло Іванович – загинув у бою 09.02.1945 в Польщі.[58]

### Загинули в боротьбі з НКВС
- Блискун Василь Михайлович, 20.12.1911 р. Член ОУН. Псевда «Ломака»,«Граніт». В’язень польських тюрем. Кущовий ОУН у Солотвинському р-ні (1948-1950 рр.), провідник Станіславського районного проводу ОУН (06.-08.1951 рр.). Загинув 05.08.1951 під час сутички з агентурно-бойовою групою відділу 2-Н УМДБ на пункті зв’язку.
- Блискун Ілля Михайлович, 1907 р. н. Загинув у Сибіру на засланні в 1960р.
- Блискун Степан Антонович, 1922 р. н. Станичний ОУН, псевдо «Байда».Загинув 09.06.1948 р. у с. Космач Богородчанського р-ну.
- Бриндальський Іван Михайлович, 1909 р. н. Освіта початкова, селянин. Член ОУН, псевдо «Камінь». Заарештований 28.11.1944 р. за участь у будівництві продуктових складів для УПА. Військовим трибуналом військ НКВС Станіславської області 17.03.1945 засуджений до 10 років позбавлення волі. Загинув 02.11.1947 р. в ув’язненні.
- Василів Микола Матвійович, 1926 р. н. Освіта початкова, домогосподар. Розстріляний органами НКВС у 1945 р. у с. Луквиця, там і похований.
- Василів Микола Михайлович, 1921 р. н. Освіта початкова, домогосподар. Розстріляний НКВС у 1946 р. у с. Росільна.
- Василів Параска Іванівна, 1921 р. н., с. Міжгір’я. Проживала у с. Луквиця. Загинула у бою із спецзагоном НКВС у 1946 р. у с. Луквиця, там і похована.
- Василів Танас Михайлович, 1913 р. н. Вояк УПА. Загинув у 1946 р.
- Василів Яків Михайлович, 1914 р. н. Освіта початкова, домогосподар. Член ОУН, вояк УПА. Загинув у 1946 р. у с. Луквиця.
- Герда Микола Миколайович, 1912 р. н. Вояк УПА, сотня «Бобика», псевдо «Гайда». Заарештований 13.12.1945 р. Військовим трибуналом військ НКВС Станіславської області 28.02.1946 р. засуджений до 15 років позбавлення волі увиправно-трудових таборах. Загинув 22.11.1947 р. в ув'язненні.
- Гринчак Андрій Тимкович, 1904 р. н. Освіта початкова, домогосподар.Закатований органами НКВС у 1949 р. у смт Солотвино. Похований в с.Луквиця.
- Гринчак Михайло, листопад 1923 р. Освіта середня, селянин. Станичний, псевдо «Байда». Загинув під час перестрілки з органами НКВС у вересні 1949 р. у с. Росільна, там і похований.
- Гутич Василь Йосипович, 1923 р. н. Освіта початкова, домогосподар. Розстріляний органами НКВС у 1944 р. у с. Луквиця, там і похований.
- Гутич Дмитро Іванович, 1904 р. н. Освіта початкова, домогосподар. Розстріляний органами НКВС на власному подвір’ї 15.08.1944 р. у с. Луквиця. Там і похований.
- Жупанський Василь, 1912 р. н. Розстріляний органами НКВС у 1947 р. за Львовом.
- Кендзьор Йосип Йосипович, 1922 р. н. Загинув у бою із спецзагоном НКВС у 1945 р. у с. Луквиця. Там і похований.
- Корж Текля Гнатівна, 1919 р. н., с. Телешівка Рокитнянського р-ну Київської обл. Завідувачка медпункту с. Луквиця Солотвинського р-ну. Надавала медичну допомогу членам ОУН. Заарештована співробітниками УМДБ 16.10.1950 р. Військовим трибуналом військ УМВС Станіславської області 11.12.1950 засуджена до 25 років позбавлення волі.
- Красій Іван, 1920 р. н. Освіта початкова, домогосподар. Розстріляний органами НКВС у 1950 р.
- Красій Микола Михайлович, 1928 р. н. Стрілець боївки кущової ОУН. Загинув 12.04.1950 р. у с. Міжгір’я.
- Красій Юстина Йосипівна. Загинула на засланні у 1947 р. у м. Норильськ.
- Манаків Надія, 1926 р. н. Освіта середня, селянка. Зв’язкова ОУН-УПА.Знищена підрозділом НКВС у вересні 1949 р. в криївці с. Росільна.
- Мартинів Іван Михайлович, 1917 р. н. Освіта початкова, селянин. Член ОУН, псевдо «Чорний». Заарештований 24.08.1944 р. Військовим трибуналом військ НКВС Станіславської області 27.10.1944 р. засуджений до розстрілу із конфіскацією майна, який замінено до 20 років позбавлення волі у виправнотрудових таборах. Загинув 16.05.1947 р. в ув’язненні.
- Олексюк Дмитро, 1907 р. н. Загинув на засланні в 1960 р. у Сибіру.
- Олексюк Михайло Дмитрович, 1922 р. н. Освіта початкова, домогосподар.Загинув на засланні в концтаборі у Сибіру в 1965 р.
- Романів Михайло Іванович, 1922 р. н. Освіта початкова, домогосподар.Розстріляний органами НКВС у 1946 р. у с. Луквиця. Там і похований.
- Стефанишин  Дмитро Федорович – станичний ОУН – Вовк- Загинув  13.04 1948.
- Яремчук Григорій Олексійович, 1912 р. н. Заступник станичного ОУН, псевдо «Гриць». Загинув 11.06.1949 р. у с. Міжгір’я.
- Яремчук Михайло Миколайович, 1922 р. н. Освіта початкова, домогосподар. Розстріляний органами НКВС у 1944 р. в с. Луквиця. Там і похований.[59]

### Репресовані комуністичною системою
- Андрусів Анастасія Степанівна –  сприяла УПА -15 років прозбавлення волі з конфіскацією майна.
- Андрусів Параска Миколаївна – станична ОУН - 10 років прозбавлення волі з конфіскацією майна.
- Андрусів Семен Дмитрович – вояк УПА –Дуб- 10 років прозбавлення волі  з конфіскацією майна.
- Блискун Марія Степанівна – сприяла УПА – 10 років прозбавлення волі з конфіскацією майна.
- Блискун Палагея Антонівна – сприяла УПА – 10 років прозбавлення волі з конфіскацією майна.
- Бриндальська Євдокія Григорівна – 10 років прозбавлення волі з конфіскацією майна.
- Бриндальський Іван Степанович – загинув 1940 у в’язниці.
- Василів Анастасія Семенівна – 10 років прозбавлення волі.
- Василів Григорій Іванович – вояк УПА –Хмара- 25 років каторжних робіт з конфіскацією майна.
- Василів Магдалина Федорівна – 10 років прозбавлення волі з конфіскацією майна.
- Василів Параска Миколаївна – зв’язкова УПА –10 років прозбавлення волі з конфіскацією майна.
- Василів Петро Семенович – сприяв УПА – 7 років позбавлення волі з конфіскацією майна.
- Василів Юстина Семенівна –10 років прозбавлення волі.
- Гринчак Володимир Михайлович- інформатор ОУН – 25 років позбавлення волі з конфіскацією майна.
- Жупанський Матвій Петрович – член ОУН-Розлука- доля невідома.
- Лунів Магдалина Олексіївна – сприяла УПА10 років прозбавлення волі.
- Лунів Микола Іванович- член ОУН –25 років каторжних робіт з конфіскацією майна. Загинув на засланні.
- Лунів Юстина Іванівна – член ОУН-Чорна-10 років прозбавлення волі.
- Мащук Магдалина Іванівна – готувала їжу для УПА – 3 роки позбавлення волі.
- Мочарна Михайлина Михайлівна - готувала їжу для УПА – 3 роки позбавлення волі.
- Мартинів Іван Васильович – постачав продукти УПА – розстріл замінено на 20 років каторжних робіт з конфіскацією майна, загинув на засланні.
- Паращук Анастасія Григорівна – зв’язкова ОУН-10 років прозбавлення волі з конфіскацією майна.
- Плетяк Іван Стефанович – готував продукти для УПА – 25 років позбавлення волі з конфіскацією майна.
- Плетяк Феодосія Павлівна – зв’язкова УПА –10 років прозбавлення волі з конфіскацією майна.
- Рогацька Магдалина Петрівна – член ОУН -5 років позбавлення волі.
- Стефанишин Юстина Михайлівна – сприяла УПА-10 років прозбавлення волі.
- Яремчук Юстина Михайлівна – член ОУН –10 років прозбавлення волі.
- Бубняк Дмитро Іванович,  с. Луквиця. Помер від голоду у 1947 р.[60]

Список місцевих жителів, які загинули в результаті боротьби ОУН та УПА
Загони ОУН-УПА відповідали вбивством зрадників і членів їхніх сімей, які перейшли на бік окупантів.
- Блискун Михайло Іванович, 1927 р. н., вбитий у 1946 році.
- Блискун Матвій Іванович, 1923 р. н., вбитий у 1946 році.
- Бриндальський Михайло Гнатович, 1923 р. н., домогосподар, у 1945 році повішаний у лісі.
- Гугняк Яків Дмитрович, 1900 р. н., працював головою сільради, вбитий у 1945 році.
- Лунів Олексій Михайлович, 1901 р. н., працював головою сільради, у 1946 році зі зв'язаними за спиною колючим дротом руками повели до приміщення сільради, щоб він спалив документи, після цього довго катували в хаті Блискун Магди Степанівни, потім вбили.
- Матищак Павло Степанович, 1910 року р. н., вбитий у 1946 році.
- Олексюк Михайло Якович, 1911 р. н., вбитий у 1948 році за відмову допомогти оунівцям.
- Паращук Іван Петрович, 1914 р. н., вбитий у 1944 році в с. Міжгір'я.
- Паращук Петро Сильвестрович, 1930 р. н., комсомолець, вбитий у 1947 році на дорозі в село Луквицю.
- Плетяк Іван Васильович, 1900 р. н., домогосподар, вбитий у 1950 році за те, що дав притулок сім'ї Сваричевських.
- Плетяк Федір Васильович, 1906 р. н., домогосподар, повішаний біля своєї хати.
- Сім'я Сваричевських: Василь Григорович, 1910 р. н., (23 кулі прошили тіло) за відмову допомогти оунівцям; його син Онисим, 1927 р. н., вбитий разом з батьком (автоматна черга знесла пів черепа), Петро, 1929 р. н., вбитий у 1950 році на весіллі у сусіда, Іван, 1932 р. н., вбитий у 1946 році з батьком.
- Стефанишин Петро Васильович, 1923 р. н., працював головою сільради, вбитий у 1950 році на весіллі.

Несли жертви також українські повстанці. 8 березня 1951 року в селі Луквиця було вбито повстанця Парини Василя Романовича (1914 року народження), псевдо якого було «Лісовик».
Також 8 березня 1951 року радянськими каральними органами біля села Луквиця було викрито бункер ОУН, у якому була виявлена значна кількість зброї, а також пропагандиська література. В бункері знаходились семеро повстанців, які, у ході ліквідаційної операції радянських спецслужб, були вбиті.
Після Другої світової війни в Західній Україні остаточно утверджується «радянська» влада. В 1946 році село Прислоп отримало нову назву, було перейменовано на Луквиця. Тут діяли клуб із стаціонарною кіноустановкою та бібліотека. Клуб організовував поїздки з концертами і виставами в сусідні села.

## Чота Крилатих
У селі Луквиця в 1993 році було організовано пластовий летунський тобір «Чота Крилатих» з ініціативи прихильників пластової системи виховання. Професійний профіль табору — авіаційний. Для його облаштування виділено земельну ділянку розміром 1,5 га. При допомозі «Прикарпаттрансгазу» було перекрито невелику долину, по якій протікав струмок, і таким чином вийшло «таборове море», яке розлилось за межі виділеної земельної ділянки, що приблизно дорівнювала трьом гектарам. В 1996 році проведено перший вишкільний табір авіаційного спрямування. Кількість учасників була досить великою для подібних таборів — близько 80 осіб, віком від 8 до 17 років.
У 1998 році за згодою Укравіації, з Івано-Франківського аеропорту табору було безкоштовно передано вертоліт Мі-2.
Назва проведених вишколів «Чота крилатих» закріпилась і перейшла в назву табору. З 1998 року на таборовій землі «Чоти крилатих» кожного літа проходить 3-4 вишколи різноманітного напрямку. Кількісно через табір проходить 200–300 осіб за літо. Географія учасників розвинулась на всю Україну, були також групи з Москви та Курська. Тут в 2000 році оголошено про відкриття «Заочної школи летунства та експериментального літакобудування».
Село Луквиця славиться своїми місцями для занять дельта- й паропланерним спортом та включене до найпопулярніших туристичних місць краю.
Збір коштів для розвитку табору «Чота крилатих», ремонту церкви, гуманітарної допомоги для односельчан організовує уродженка села Луквиця — Робінсон (Красілич) Марія з Австралії.

## Пам'ятники
1848 рік відомий в Європі, як «весна народів». В Австрійській імперії, як і в більшості країн Західної Європи, відбувалася революція. Всенародне пожвавлення не оминуло і Галичину. У 1848 році австрійський цісар скасував кріпацтво на території імперії. Про цю подію, як і в більшості селах, у Луквиці залишився пам'ятний знак — залізний хрест у городі Блискун Анни, якої немає серед живих.
Внаслідок Другої світової війни 24 жителі села Прислоп загинули на фронтах, поховані на території Німеччини, Польщі, Угорщини, Росії, або ж пропали безвісти. В 1967 році, у пам'ять про загиблих під час Другої світової війни, у центрі села було встановлено обеліск. Автором пам'ятника є О. Кіцней.
1 листопада 1997 року на місці поховання М. Мартинця відкрито пам'ятник за участю тодішнього голови облдержадміністрації С. Волковецького і голови Богородчанської РДА В. Бруса. На відкритті були присутні колишні вояки УПА і бійці першої дивізії УНА «Галичина», члени молодіжних організацій «Пласт» і «Тризуб» імені Степана Бандери. Освятили пам'ятник священики Української Греко-Католицької Церкви отці А. Путько і В. Херманчук. На відкритті пам'ятника був присутній Микола Дмитрів. Він підхопив намагання інженера з Чорткова Макотерського Юхима відтворити історичну правду загибелі міністра земельних справ ЗУНР М. Мартинця.
Пам'ятник М. Мартинцю встановлено у вигляді бронзової фігури, що зображує перехожого, який присів відпочити, спершись на ціпок. Автором пам'ятника є В. Довбенюк. Його споруджено на кошти української діаспори. Допомагали у створенні пам'ятника родичі М. Мартинця з Солотвина та із США.
У 2024 році встановлено стелу пам'яті захисникам України, що загинули під час російсько-української війни.

## Сучасність
У січні 2018 р. Державна архітектурно-будівельна інспекція видала сертифікат про завершення будівництва та готовність до експлуатації сонячної електростанції потужністю 4500 квт в урочищі «Верхи», за межами села.